# Cantonul Issy-les-Moulineaux-Ouest
Cantonul Issy-les-Moulineaux-Ouest este un canton din arondismentul Boulogne-Billancourt, departamentul Hauts-de-Seine, regiunea Île-de-France, Franța.

## Comune
| Comune                               | Populație (1999) | Cod poștal | Cod INSEE |
| ------------------------------------ | ---------------- | ---------- | --------- |
| Issy-les-Moulineaux, commune entière | 63.297           | 92.130     | 92 040    |
| Meudon, (partie)                     | 44.706           | 92.190     | 92 048    |